# Nohacivka, Slavuta
Nohacivka (în ucraineană Ногачівка) este localitatea de reședință a comunei Nohacivka din raionul Slavuta, regiunea Hmelnîțkîi, Ucraina.

## Demografie
Componența lingvistică a localității Nohacivka
     Ucraineană (98,92%)
     Rusă (1,08%)
Conform recensământului din 2001, majoritatea populației localității Nohacivka era vorbitoare de ucraineană (98,92%), existând în minoritate și vorbitori de rusă (1,08%).